# Clara Sabina Lilliehöök
Clara Sabina Lilliehöök, född 1686, död 1758, var en svensk företagare. Hon var ägare av Laholms förläggarverksamhet 1709–1738 och ensam ägare till Wallens gods 1739–1758. 
Hon var gift med Magnus Fredrik Meck, och svärdotter till Magna Birgitta Durell (1653–1709), och övertog som änka Laholms förläggarverksamhet av sin före detta svärmor 1709. Då Magnus Fredrik Meck dog, köpte hon de övriga två tredjedelar av godset och blev 1739 ensam ägare av godset. Hon bodde där fram till sin död. Hon överlät sedan verksamheten på sin dotter Magdalena Eleonora Meck (1717–1766). 
Lilliehöök dog 1758, 72 år gammal.